# Lógica dialógica
La lógica dialógica (también conocida como lógica del diálogo) ha sido concebida como un enfoque pragmático de la semántica de la lógica que recurre a conceptos de la teoría de juegos como  ganar una partida  y estrategia ganadora .
Dado que la lógica dialógica fue la primera en abordar la semántica de la lógica con conceptos de la teoría de juegos, también se la conoce como semántica de juegos. Muy a menudo, la semántica formal de juegos de Jaakko Hintikka, conocida como Game Theoretical Semantics (GTS), y la lógica dialógica se confunden. Sin embargo,aunque GTS y la lógica dialógica comparten ambas una perspectiva lúdica, su contexto filosófico y lógico es muy diferente.
Las publicaciones más recientes extienden la lógica dialógica a un marco general para el estudio del significado, el conocimiento y la inferencia en el curso de la interacción argumentativa. Los nuevos desarrollos incluyen diálogos cooperativos y diálogos con un lenguaje totalmente interpretado.

## Historia
El filósofo y matemático Paul Lorenzen (Erlangen-Nürnberg-Universität) fue el primero en introducir una semántica de juegos para la lógica a finales de la década de 1950. Lorenzen llamó a esta semántica dialogische Logik, lógica dialógica. Más tarde, fue desarrollada en extenso por su discípulo Kuno Lorenz (Erlangen-Nürnberg Universität, luego Saarland). A su vez, Jaakko Hintikka (Helsinki, Boston) desarrolló un poco posteriormente a Lorenzen un enfoque basado en teoría de modelos conocido como GTS.
Desde entonces, en lógica se han estudiado un número significativo de diferentes semánticas de juegos. A partir de 1993, Shahid Rahman (Universität des Saarlandes, Max Planck Institute for Informatics-Saarbrücken, actualmente en la Universidad Lille) y sus colaboradores han desarrollado la dialógica dentro de un marco general destinado al estudio de nociones lógicas y filosóficas relativas al pluralismo lógico. Específicamente, en 1995 se generó una especie de renacimiento de la dialógica que abrió nuevas e inesperadas posibilidades de investigación lógica y filosófica. Actualmente, los nuevos desarrollos tanto históricos como sistemáticos de la dialógica experimentan un creciente interés por diversas ciencias tales como la cognición, la teoría de la argumentación, el razonamiento jurídico, la informática, la lingüística aplicada y la inteligencia artificial.
Los nuevos resultados de la dialógica son el fruto del estudio de la lógica, la interacción, la teoría de la argumentación y la teoría de juegos en matemáticas, en los trabajos, entre otros tantos; de Samson Abramsky, Johan van Benthem, Andreas Blass, Nicolas Clerbout, Matthieu Fontaine, Dov Gabbay, R. Jagadessan, Giorgi Japaridze, Lauren Keiff, Erik Krabbe, Alain Leconte, Rodrigo López-Orellana, Sébasten Magnier, Matthieu Marion, Zöe McConaughey, Henry Prakken, Juan Redmond, Helge Ruckert, Gabriel Sandu, Douglas Walton y John Woods. Tales trabajos han contribuido a ubicar a la dialógica y más generalmente a la interacción, en el centro de una nueva perspectiva epistémica de la lógica, donde la lógica es definida como 'instrumento de inferencia dinámica'.
Hoy en día pueden distinguirse 4 programas de investigación que abordan la interfaz de significado, conocimiento y lógica en el contexto de diálogos, de juegos o más generalmente de interacción. A saber:
1. El enfoque constructivista de Paul Lorenzen y Kuno Lorenz, quienes buscaron superar las limitaciones de la Lógica Operativa proporcionándole fundamentos dialógicos. El método de los tablas semánticas para la lógica clásica e intuicionista, introducido por Evert W. Beth (1955), podría identificarse como un método para la notación de estrategias ganadoras de juegos de diálogo particulares (cf. Lorenzen y Lorenz 1978; Lorenz 1981, Felscher 1986). Esto, como se mencionó anteriormente, se ha extendido por Shahid Rahman y sus colaboradores a un marco general para el estudio de lógicas clásicas y no clásicas. Más recientemente, a fin de desarrollar diálogos con contenido, Rahman y su equipo de Lille enriquecieron el marco dialógico con lenguajes totalmente interpretados de la Teoría constructiva de tipos (CTT) de Per Martin-Löf.
2. La semántica formal de juegos de Jaakko Hintikka (en inglés Game Theoretical Semantics (GTS)). Este enfoque, comparte los principios teóricos de juego de la lógica dialógica para las constantes lógicas; pero recurre a la teoría veritativo-funcional de modelos estándar cuando el proceso de análisis  alcanza el nivel de afirmaciones elementales. En, otras palabras, en el contexto de la GTS las proposiciones elementales son evaluadas mediante una función veritativo-funcional estándar. Mientras que, en los diálogos formales de la lógica dialógica, una partida que tenga una proposición elemental (o la negación de una proposición elemental) como tesis conduce a la derrota del defensor. Los desarrollos más recientes del enfoque GTS se deben a Johan van Benthem y su grupo de Ámsterdam. En efecto el programa Logic in Games de van Benthem, que combina la GTS, la lógica epistémica y diversas formas de interacción extraídas de la teoría matemática de juegos, es uno de los grupos de investigación más dinámicos en este campo.
3. El enfoque de la teoría de la argumentación de Else Barth y Erik Krabbe (1982) (cf. también Gethmann 1979), que buscó vincular la lógica dialógica con la lógica informal o el razonamiento crítico originado por el trabajo seminal de Chaim Perelman (cf. Perelman y Olbrechts), Tyteca (1958), Stephen Toulmin (1958), Arne Naess (1966), Charles Hamblin (1970; y desarrollado por Ralph Johnson (1999), Douglas Walton (1984), John Woods (1988) y asociados. Desarrollos recientes incluyen la pragma-dialéctica (pragma dialectics), los cuadros argumentativos (argumentation framework) y razonamiento anulable (defeasible reasoning).
4. El enfoque de lúdico iniciado por Jean Yves Girard. Lo que proporciona una teoría general del significado de teoría de la prueba basada en la computación interactiva.

De acuerdo con la perspectiva dialógica, el conocimiento, el significado y la verdad se conciben como resultado de la interacción social, donde la normatividad no se entiende como un tipo de operador pragmático que actúa sobre un núcleo proposicional destinado a expresar conocimiento y significado, sino todo lo contrario: el tipo de normatividad que surge de la interacción social asociada al conocimiento y al significado es constitutivo de estas nociones. En otras palabras, de acuerdo con la concepción del marco dialógico, el entrelazamiento del derecho a preguntar por razones, por una parte, y la obligación a darlas, por la otra, proporcionan los fundamentos del conocimiento, el significado y verdad.

## Reglas de un juego de diálogo
Como lo insinúa su nombre, este marco estudia los diálogos. Pero también toma la forma de esos diálogos. En un diálogo, dos partes (los jugadores) discuten sobre una tesis (una cierta afirmación que constituye la tesis y el tema principal de todo el argumento) y siguen ciertas reglas fijas en su argumento. El jugador que propone la tesis es el Proponente, llamado P, y su rival, el jugador que desafía la tesis, es el Oponente, llamado O. Al desafiar la tesis del Proponente, el Oponente exige al Proponente que defienda su afirmación.
La interacción entre los dos jugadores, P y O, se explica por los ataques y las defensas, implementando el significado de Robert Brandom que entiende la interacción como un juego de dar y pedir razones. Las acciones en un diálogo se llaman jugadas, que a menudo se entienden como actos de habla que involucran expresiones declarativas (aserciones o afirmaciones) y expresiones interrogativas (peticiones). Las reglas para los diálogos, por lo tanto, nunca tratan con expresiones aisladas de su acto ilocucionario.
Las reglas en el marco dialógico se dividen en dos tipos de reglas: reglas de partículas y reglas estructurales. Mientras que las primeras determinan el significado local, las segundas determinan el significado global.
El significado local explica el significado de una expresión independientemente de las reglas que establecen el desarrollo de un diálogo. El significado global establece el significado de una expresión en el contexto de alguna forma específica de desarrollar un diálogo. Específicamente:
- Las reglas de partículas (Partikelregeln), o reglas para constantes lógicas, determinan las jugadas permitidas en una partida y regulan la interacción estableciendo las jugadas relevantes que constituyen ataques y defensas: jugadas que son un ataque a una jugada previa (una afirmación), requieren que el jugador realice la defensa descrita  para ese ataque. Si el jugador atacado defiende su afirmación, entonces se dice que ha respondido al desafío.

- Las reglas estructurales (Rahmenregeln) determinan el curso general de un juego de diálogo, por ejemplo, cómo se inicia un juego, cómo jugarlo, cómo termina, y así sucesivamente. El propósito de estas reglas no es tanto explicar el significado de las constantes lógicas, especificando cómo actuar de una manera apropiada (este es el papel de las reglas de partículas), sino más bien especificar la estructura general de las interacciones dialógicas. Una cosa es determinar el significado de las constantes lógicas como un conjunto de ataques y defensas apropiados, y otra es definir a quién le toca jugar y cuándo un jugador le es permitido realizar una jugada.

En el caso más básico, se supone que el defensor y el crítico o atacante utilizan solo los medios de expresión del cálculo de predicados de primer orden. La importancia local de las constantes lógicas se define mediante la siguiente distribución de opciones:
- Si el defensor X afirma A o B, el atacante Y tiene el derecho de pedirle que elija entre A y B.
- Si el defensor X afirma A y B, el atacante Y tiene el derecho de que afirme A o que afirme B.
- Si el defensor X afirma que si A entonces B, el atacante Y tiene el derecho de pedir B, afirmando (el atacante) A.
- Si el defensor X afirma no-A, entonces habrá un cambio de roles: el atacante Y tiene el derecho de afirmar A, y, posteriormente tiene el deber de defender tal afirmación, si es atacada.
- Si el defensor X afirma todos los (individuos) x, (son) A[x] el atacante Y tiene derecho a elegir un término singular t y le pedirá al defensor que sustituya este término por las variables libres en A[x], es decir, que realice la sustitución A[x/t].
- Si el defensor X afirma existe al menos un (individuo) x,A[x], el atacante Y tiene derecho a pedirle que elija un término singular y que sustituya este término por las variables libres en A[x], es decir, para efectuar la sustitución A[x/t].

En las próximas secciones presentaremos de una forma sucinta las reglas para la lógica intuicionista y la lógica clásica. Para una formulación completa véase Clerbout (2014), Rahman, McConaughey, Klev y Clerbout (2018), Rahman y Keiff (2006).

### Reglas dialógicas

#### Reglas de constantes lógicas: significado local
- X A ∨ B  (A o B)

Ataque: Y ?
Defensa: X A / X B
(El defensor, elige entre A y B)
- X A ∧ B  (A y B)

Ataque: Y ?I(zquierda)
Defensa X A
Ataque: Y ?D(erecha)
Defensa X B
(El atacante tiene el derecho de elegir)
- X A⊃B  (Si A, entonces B)

Ataque: Y A
Defensa: X B
- X ~A  (No A)

Ataque: Y A
Defensa: (No es posible defender, solo puede jugar en contraataque)
- X ∀xA[x]  (todos los x son A)

Ataque: Y ?t
Defensa: X A[x/t]
(El atacante elige)
- X ∃xA[x]  (al menos un x es A)

Ataque: Y ?
Defensa: X A[x/t]
(El defensor elige)

#### Reglas estructurales: significado global

##### RS 1 (Comienzo de un diálogo o partida)
Todo diálogo o partida comienza con el Proponente P que afirma una tesis (la jugada 0) más alguna concesión inicial (o premisa) - si la hay - del Oponente O. La primera jugada de O, la jugada 1, es un ataque a la tesis del diálogo.
Cada jugada subsiguiente de un interlocutor es una ataque o una defensa de una jugada previa del antagonista.

##### RS 2i (Regla intuicionista)
X puede atacar cualquier afirmación de Y, en la medida en que las reglas de partículas y las reglas estructurales restantes lo permitan, o responder solo al último desafío sin respuesta del otro jugador.
Nota: Esta última cláusula se conoce como la condición first duty first (primero hay que satisfacer la primera obligación) y hace que los juegos dialógicos que resultan de aplicar esta regla sean adecuados para la lógica intuicionista (de ahí el nombre de esta regla).
(Los ataques que aún no se han respondido son llamados abiertos. En este contexto, un ataque a una negación siempre permanecerá abierto, ya que, de acuerdo con su regla de significado local, no hay defensa para un ataque a una negación. Sin embargo, hay una variante de la regla para el significado local, donde la defensa consiste en afirmar falsum⊥. En el marco dialógico, el jugador que afirma el falsum declara que abandona).

##### RS 2c (Regla clásica)
X puede atacar cualquier afirmación de Y, en la medida en que las reglas de partículas y las reglas estructurales restantes lo permitan, o defenderse contra cualquier ataque de Y (en la medida en que las reglas de partículas y las reglas estructurales restantes lo permitan).

##### RS 3 (Finitud de partidas)

###### Regla intuicionista:
O puede atacar la misma afirmación como máximo una vez.
P puede atacar la misma afirmación un número finito de veces.

###### Regla clásica:
O puede atacar la misma afirmación o defenderse contra un ataque como máximo una vez.
P puede atacar la misma afirmación un número finito de veces. La misma restricción también se aplica a las defensas de P.

##### RS 4 (Regla formal)
P puede afirmar una proposición elemental solo si O la ha afirmado antes.
O siempre tiene el derecho de afirmar proposiciones elementales (siempre que las reglas de las constantes lógicas y las (otras) reglas estructurales lo permitan).
Las proposiciones elementales (en un diálogo formal) no pueden ser atacadas.

##### RS5 (Ganador y final de una jugada)
Una partida termina cuando es el turno del jugador X , pero ese jugador no tiene jugada alguno disponible. Entonces, el jugador X  pierde y su adversario Y gana. 

##### Validez e Inferencias Válidas
Ahora bien, ganar una partida no basta para definir inferencia y validez lógica. En efecto, detengámonos en el siguiente ejemplo, cuya tesis por supuesto no es válida.
| 0 | 0                           | P                                           | P |
|   |                             | {\displaystyle (A\lor B)\land (A\supset A)} | 0 |
| 1 | {\displaystyle ?R^{\land }} | {\displaystyle (A\supset A)}                | 2 |
| 3 | {\displaystyle !A}          | {\displaystyle !A}                          | 4 |

Obviamente hay otra jugada, donde O gana, a saber, preguntando el lado izquierdo de la conjunción.
Así que ganar una partida no asegura validez.
Dualmente, perder una partida no significa que la tesis no sea válida.
| 0 | 0                      | P                                          | P |
|   |                        | {\displaystyle (A\lor B)\lor (A\supset A)} | 0 |
| 1 | {\displaystyle ?\lor } | {\displaystyle A\lor B}                    | 2 |
| 3 | {\displaystyle ?\lor } | ...                                        | 4 |

P pierde (si juega con reglas intuicionistas).
Por lo tanto, para obtener validez, necesitamos la noción de estrategia ganadora. Hay varias formas de hacerlo. Para los fines del presente artículo, introduciremos una variación a la definición de estrategia de Felscher (1985). Sin embargo, a diferencia de su enfoque, no transformaremos los diálogos en tablas semánticas, sino que mantendremos la distinción entre el nivel de partida y el árbol de partidas que constituye una estrategia ganadora.

##### Estrategia ganadora
- Un jugador X tiene una estrategia ganadora si por cada jugada realizada por el otro jugador Y, el jugador X puede hacer otra jugada, de modo que cada partida resultante sea finalmente ganada por X.

En la lógica dialógica, la validez se define en relación con las estrategias ganadoras para el proponente P.
- Una proposición es válida si P tiene una estrategia ganadora para una tesis que afirma esta proposición.
- Una estrategia ganadora para P para una tesis A es un árbol S cuyas ramas son partidas ganadas por P, donde los nodos son jugadas, de manera que:

1. el nodo raíz (con profundidad 0) del árbol S es la tesis PA  ,
2. si el nodo n es una jugada de  O (es decir, si la profundidad de un nodo es impar), entonces n tiene exactamente un nodo sucesor (que es una jugas P),
3. si el nodo n es una jugada P (es decir, si la profundidad de un nodo es par), entonces n tiene tantos nodos sucesores como jugadas posibles haya para O en esta posición.

Las ramificaciones son introducidas por las elecciones de O, como cuando ataca una conjunción o cuando defiende una disyunción.

##### Estrategias ganadoras finitas
Las estrategias ganadoras para las fórmulas sin cuantificador son siempre árboles finitos, mientras que las estrategias ganadoras para las fórmulas de primer orden pueden ser, en general, árboles con un número infinito de ramas finitas (cada rama es una partida finita).
Por ejemplo, si el Proponente afirma un cuantificador existencial, entonces cada opción de defensa da lugar a una partida diferente y eso abre un número infinito de ramas.
| 0. |                | P∃x(A(x)⊃∀y A(y)) |                |                |     |
| -- | -------------- | ----------------- | -------------- | -------------- | --- |
| 1. |                | O ?∃              |                |                |     |
| 2. | PA(t1)⊃∀y A(y) | P A(t2)⊃∀y A(y)   | PA(t3)⊃∀y A(y) | PA(t4)⊃∀y A(y) | ... |

Estrategias ganadoras infinitas se pueden evitar mediante la introducción de las siguientes restricciones: 
1. Si la profundidad de un nodo n es par, y en tal nodo P afirmó un universal, y si entre las opciones posibles para O se encuentra la posibilidad de elegir un nuevo término, entonces tal jugada (elegir un nuevo término)  cuenta como el único nodo sucesor inmediato de n.
2. Si la profundidad de un nodo n es impar, y en tal nodo O afirma un existencial , y si entre las opciones posibles para O se encuentra la posibilidad de elegir un nuevo término, entonces tal jugada (elegir nuevo término) cuenta como el único nodo sucesor inmediato de n.[1]
3. Si es P quien tiene la opción, solo se conservará una de las jugadas activadas por esa elección.

Tales restricciones se justifican de la siguiente manera:
- Debido a la regla formal, la jugada óptima de O es elegir siempre un nuevo término cuando tiene la oportunidad de elegir, es decir, cuando ataca a un universal o cuando defiende una existencial.
- Por el contrario, P, que hará todo lo posible para forzar a O a afirmar la proposición elemental que él mismo (P) debe afirmar, copiará las elecciones de O de un término (si O ya ha proporcionado dicho término), cuando ataque a un universal de O o se defienda de un ataque a un existencial.

Veamos un ejemplo de una estrategia para una tesis válida en lógica clásica y no válida en lógica intuicionista:
| 0. | P∃x(A(x)⊃∀y A(y)) (P afirma la tesis)                                                                                      |
| 1. | O ?∃ (O ataca la tesis) |
| 2. | P A(t1)⊃∀y A(y) (P elige el término "t1")                                                                                  |
| 3. | O A(t1) (O ataca la implicación concediendo el antecedente)                                                                |
| 4. | P ∀y A(x) (P responde con el consecuente)                                                                                  |
| 5. | O ?t2 (O elige el nuevo término "t2" para atacar el universal)                                                             |
| 6. | P A(t2)⊃∀y A(y) (P reviene a su defensa del existencial, y vuelve a defender el ataque de la jugada 1 con el término "t2") |
| 7  | O A(t2) (O ataca la implicación concediendo el antecedente))                                                               |
| 8  | P A(t2) (P "usa" la última jugada del Oponente para responder al ataque de la jugada 5)                                    |

P  posee una estrategia ganadora puesto que SR 2c le permite defender dos veces el existencial una vez con "t1" y otra vez con "t2". La segunda defensa le permite defenderse en la jugada 8 del ataque 5.
La regla estructural SR 2i no permite una tal doble defensa. En efecto si se activa la regla intuicionista no hay una estrategia ganadora para  P:
| 0. | P∃x(A(x)⊃∀y A(y)) (P afirma la tesis)                          |
| 1. | O ?∃ (O ataca la tesis)                                        |
| 2. | P A(t1)⊃∀y A(y) (P elige el término "t1")                      |
| 3. | O A(t1) (O ataca la implicación concediendo el antecedente)    |
| 4. | P ∀y A(x) (P responde con el consecuente)                      |
| 5. | O ?t2 (O elige el nuevo término "t2" para atacar el universal) |

## Desarrollos recientes
Shahid Rahman (Universität des Saarlandes (1987-2001), Université de Lille (2001, ...) y sus colaboradores en Saarbrücken y Lille desarrollaron la lógica dialógica en un marco general para el estudio histórico y sistemático de varias formas de inferencias y lógicas no clásicas, como la lógica libre, la lógica modal (normal y no normal), la lógica modal híbrida, la lógica modal de primer orden, la lógica paraconsistente la lógica lineal, la lógica relevante, la lógica conectiva, la revisión de creencias, la teoría de la argumentación y el razonamiento legal.
La mayoría de estos desarrollos son el resultado de estudiar las consecuencias semánticas y epistemológicas de modificar las reglas estructurales y/o las constantes lógicas. De hecho, muestran cómo implementar la concepción dialógica de las reglas estructurales para la inferencia, como el debilitamiento y la contracción.
Las publicaciones más recientes muestran cómo desarrollar diálogos materiales (es decir, diálogos basados en lenguajes completamente interpretados) que los diálogos restringidos a la validez lógica. Este nuevo enfoque de los diálogos con contenido, llamado razonamiento inmanente, es uno de los resultados más importantes de la perspectiva dialógica sobre la Teoría del Tipo Constructiva de Per Martin-Löf. Entre los resultados más destacados del razonamiento inmanente se encuentran: el esclarecimiento del papel de la dialéctica en la teoría del silogismo de Aristóteles, la reconstrucción de la lógica y la argumentación dentro de la tradición árabe, la formulación de una nueva lógica deóntica, la lógica del derecho y la formulación de diálogos cooperativos para el razonamiento legal, y —en general— para el razonamiento por paralelismo o analogía.

### Libros
- Aho, T.; Pietarinen, A-V. (2007). Truth and Games. Essays in honour of Gabriel Sandu. Helsinki: Societas Philosophica Fennica. ISBN 951-9264-57-4.

- van Benthem, J. (2006). Logic in Games. Cambridge, Massachusetts: The MIT Press. ISBN 978-0-262-01990-3.

- Allen, L.; Sandu, G.; Sevenster, M. (2011). Independence-Friendly Logic. A Game-Theoretic Approach. Cambridge: Cambridge University Press.

- van Benthem, J.; Heinzmann, G.; Rebuschi, M. et al., eds. (2006). The Age of Alternative Logics. Cambridge: Springer. ISBN 978-1-40-20-5011-4.

- Clerbout, N. (2014). Etude sur quelques sémantiques dialogiques: Concept fondamentaux et éléments de métathéorie. London: College Publications. ISBN 1848901534.

- Dégremont, C.; Keiff, L.; Rückert, H., eds. (2008). Dialogues, Logics and Other Strange Things. Essays in Honour of Shahid Rahman. London: College Publications. ISBN 978-1-904987-13-0.

- van Eemeren, F.H.; Grootendorst, R. (2004). A systematic theory of argumentation: The pragma-dialectical approach. Cambridge: Cambridge University Press.

- Fontaine, M.; Redmond, J. (2008). Logique Dialogique : Une Introduction - Volume 1 : Méthode de Dialogique, Règles et Exercices. Cahiers de logique et d'épistémologie 5. London: College Publications.

- Inhetveen, R. (2003). Logik. Eine dialog-orientierte Einführung. Leipzig: Ed. am Gutenbergplatz. ISBN 3-937219-02-1.

- Keiff, L. (2007). Le Pluralisme Dialogique. Lille: Thesis - Université de Lille3.

- Lopez-Orellana, R. (2016). De la proposición al juicio. Una exploración a la unidad mínima de conocimiento lógico. Valparaíso: Tesis - Universidad de Valparaíso.

- Lorenz, K.; Lorenzen, P. (1978). Dialogische Logik. Darmstadt: Wissenschaftliche Buchgesellschaft.

- Lorenzen, P. (2000). Lehrbuch der konstruktiven Wissenschaftstheorie. Stuttgart: JB Metzler. ISBN 978-3-476-01784-0.

- Rahman, S. (1993). Über Dialogue protologische Kategorien und andere Seltenheiten. Frankfurt: P. Lang. ISBN 3-631-46583-1.

- Rahman, S.; Rückert, H. (2001). New Perspectives in Dialogical Logic. Synthese 127. Springer.

- Rahman, S.; Keiff, L. (2004). «On how to be a dialogician».  En Vanderveken, D., ed. Logic, Thought and Action. Dordrecht: Springer. pp. 359-408.

- Rahman, S.; Clerbout, N., eds. (2015). Linking Games and Constructive Type Theory: Dialogical Strategies, CTT-Demonstrations and the Axiom of Choice. Cham: Springer-Briefs. ISBN 978-3-319-19063-1.

- Rahman, S.; Iqbal, M.; Soufi, Y. (2019). Inferences by Parallel Reasoning in Islamic Jurisprudence. al-Shīrāzī’s Insights into the Dialectical Constitution of Meaning and Knowledge. Cham: Springer. ISBN 978-3-030-22381-6.

- Rahman, S.; McConaughey, Z.; Klev, A.; Clerbout, N. (2018). Immanent Reasoning or Equality in Action. A Plaidoyer for the Play level. Cham: Springer. ISBN 978-3-319-91148-9.

- Rahman, S.; Zidani, F.; Redmond, J.; Kadoum, Y. (2019). The dialogical approach to intuitionistic, classical and basic modal logic. Including a brief introduction to the dialogical take on Constructive Type Theory (en árabe). Beirut: Dar Al Farabi. ISBN 978-614-432-513-1.

- Redmond, J.; Fontaine, M. (2011). How to Play Dialogues. An Introduction to Dialogical Logic. Dialogues 1. London: College Publications. ISBN 978-1-84890-046-2.

- Woods, J. (1982). Argument: The Logic of the Fallacies. Toronto and New York: McGraw-Hill. ISBN 0-07-548026-3.

- Woods, J. (2004). The Death of Argument: Fallacies in Agent-Based Reasoning. Dordrecht and Boston: Kluwer. ISBN 1-4020-2663-3.

- Woods, J.; Gabbay, Dov M. (2005). The Reach of Abduction: Insight and Trial. A Practical Logic of Cognitive Systems 2. Amsterdam: ELSEVIER B.V. ISBN 978-0-08-046092-5.

### Artículos
- Abramsky, S.; Jagadeesan, R. (1994). «Games and full completeness for multiplicative linear logic». The Journal of Symbolic Logic 59 (2): 543-574. ISSN 1943-5886. doi:10.2307/2275407.

- Blass, A. (1992). «A game semantics for linear logic». Annals of Pure and Applied Logic 56: 151-166. ISSN 0168-0072. doi:10.1093/jigpal/5.4.487.

- Dutilh-Novaes, C. (2015). «A Dialogical, Multiagent Account of the Normativity of Logic». Dialectica 69 (4): 587-609. ISSN 1746-8361. doi:10.1111/1746-8361.12118.

- Dutilh-Novaes, C.; French, R. (2018). «Paradoxes and structural rules from a dialogical perspective». Philosophical Issues 28 (1): 129-158. ISSN 1758-2237.

- Felscher, W. (1985). «Dialogues as a Foundation for Intuitionistic Logic». Annals of Pure and Applied Logic 28: 217–254. ISSN 0168-0072.

- Felscher, W. (2002). «Dialogues as a Foundation for Intuitionistic Logic».  En Gabbay, Dov M.; Guenthner, F., eds. Handbook of Philosophical Logic (Kluwer) 5: 115–145. ISSN 0168-0072.

- Girard, J-Y. (2001). «Locus solum: from the rules of logic to the logic of rules». Mathematical Structures in Computer Science 11 (1): 301-506. ISSN 1469-8072.

- Hodges, W. (2001). «Dialogue foundations: A sceptical look». Aristotelian Society Supplementary 75 (1): 17-32.

- Japaridze, G. (2003). «Introduction to computability logic». Annals of Pure and Applied Logic 123: 1-99.

- Krabbe, E. (1985). «Formal Systems of Dialogue Rules». Synthese 63 (3): 295-328.

- Krabbe, E. (1986). «A Theory of Modal Dialectics». Journal of Philosophical Logic 15: 191-217.

- Krabbe, E. (2001). «Dialogue Foundations: Dialogue Logic Revisited». Supplement to the Proceedings of The Aristotelian Society 75: 33-49.

- Lorenz, K. (2001). «Basic Objectives of Dialogue Logic in Historical Perspective». Synthese 127 (1-2): 225-263.

- Marion, M. (2006). «Why Play Logical Games?». Unifying Logic, Language, and Philosophy: 3-26. doi:10.1007/978-1-4020-9374-6.

- Marion, M. (2015). «Aristotle on universal quantification: a study from the perspective of game semantics». History and Philosophy of Logic 37 (3): 201-229.

- Piecha, T. (2015). «Dialogical Logic». The Internet Encyclopedia of Philosophy.

- Rahman, S.; Keiff, L. (2005). «On how to be a dialogician». Logic Thought and Action: 359-408. ISBN 1-4020-2616-1.

- Rahman, S.; Tulenheimo, T. (2009). «From Games to Dialogues and Back: Towards a General Frame for Validity». Games: Unifying Logic, Language and Philosophy (Springer): 153-208.